# Szkoła neapolitańska

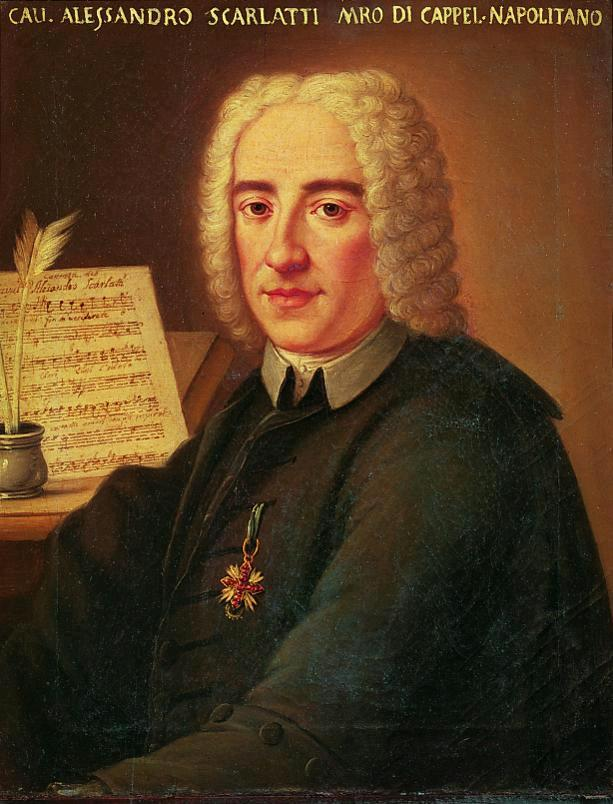
Alessandro Scarlatti

Szkoła neapolitańska – grupa zrzeszająca kompozytorów operowych z Neapolu, składająca się z kilku pokoleń kompozytorów.
Miała duży wpływ na rozwój opery. Szkoła ta działała od końca XVI wieku aż do początków XIX wieku, choć początek jej świetności wiąże się z osobą Francesco Provenzale. Za pierwszego wiodącego mistrza tej szkoły uważa się Alessandro Scarlattiego; należą do niej również: Gaetano Veneziano, Leonardo Vinci, Giovanni Battista Pergolesi, Giovanni Paisiello, Francesco Mancini, Niccolò Piccinni, Nicola Porpora, Francesco Durante, Francesco Feo, Leonardo Leo, Johann Adolf Hasse, Pasquale Anfossi, Antonio Sacchini, Nicola Vaccai, Egidio Romualdo Duni. Innym słynnym mistrzem szkoły jest Domenico Cimarosa, stanowiący podwaliny opery komicznej (opera buffa), a później pokolenie innowatorów recytatywu akompaniowanego Niccolò Jommelli i Tommaso Traetta.
Ulubionymi librecistami wybieranymi przez kompozytorów tej szkoły są Pietro Metastasio i Apostolo Zeno.
Powstanie szkoły łączy się w powstaniem kolejno czterech konserwatoriów w Neapolu właściwie pod koniec wieku XVI: 
- Conservatorio di Santa Maria di Loreto (1537),
- Consevatorio della Pietà dei Turchini (1573),
- Conservatoriodei Poveri di Gesù Cristo (1589),
- Conservatorio di Sant'Onofrio a Porta Capuana (1598).

Konserwatoria te tworzono kolejno przy sierocińcach o tych samych nazwach, skupiających dzieci osierocone lub z rodzin ubogich w Neapolu - ale i w całym Królestwie Obojga Sycylii - często z obiecującym talentem muzycznym, rozwiniętym pracą pierwszych twórczych dyrektorów tych szkół. Wyniki tej działalności okazały się, dzięki tak natchnionym osobowościom, jak Alessandro Scarlatti, Francesco Provenzale i Francesco Durante, nieoczekiwanie znakomite. Niebawem konserwatoria neapolitańskie zasłynęły we Włoszech i w całej Europie, przyciągając uwagę bogatych sponsorów i ambitnych, utalentowanych młodych muzyków.
Warto dodać, że nazwa szkoły rozumiana bywa mniej i bardziej ograniczająco: czasem ma się na myśli głównie okres rozkwitu szkoły i jej najwybitniejszych twórców, często ogranicza się pojęcie do twórczości operowej, kiedy indziej, idąc tropem stylistyki i poglądów estetycznych włącza się do szkoły i takich kompozytorów "neapolitańskich przez adopcję" jak Giovanni Battista Pergolesi z Ankony czy Gioacchino Rossini z Pesaro, lub zgoła saksończyk w służbie króla polskiego, Johann Adolf Hasse. Wpływy szkoły neapolitańskiej widzi się też w operach Mozarta i Glucka.